# RTCG

Logo van de Radio en TV omroep RTCG

RTCG (Montenegrijns: Радио Телевизија Црне Горе, Radio Televizija Crne Gore) is de nationale publieke radio- en televisie-omroep van Montenegro, gevestigd in de hoofdstad Podgorica. Zij bestaat uit de RCG (Radio Crne Gore), de radioafdeling en de televisieafdeling TVCG (Televizija Crne Gore). De RTCG is lid van de European Broadcasting Union.

## Geschiedenis
De allereerste radiozender op de Balkan werd geopend door koning Nicolaas I van Montenegro door het plaatsen van een antenne op de heuvel Volujica bij Bar op 3 augustus 1904. Radio Cetinje begon op 27 november 1944 en vijf jaar later werd Radio Titograd (naam van Podgorica toen Montenegro deel uitmaakte van Joegoslavië) opgericht. Sinds 1990 heet de zender Radio Crna Gora.
In 1957 werd voor het eerst een tv-antenne geplaatst in Montenegro. Hierdoor kon de bevolking de Italiaanse televisie ontvangen. Pas vanaf 1963 was het mogelijk om lokale televisie te kijken, toen RTV Titograd begon met het uitzenden. In 1964 was RTV Titograd veranderd in RTCG; de eerste uitzending onder de nieuwe naam was een journaal.

## Kanalen
RTCG heeft 3 televisiekanalen en één radiostation (Radio Crne Gore). De televisiekanalen zijn:
- TVCG 1: Nieuws en Montenegrijnse televisieproducties.
- TVCG 2: Sport en entertainment.
- TVCG Satellite: RTCG International Channel; internationaal kanaal uitgezonden via de satelliet.